# Tiber Creek

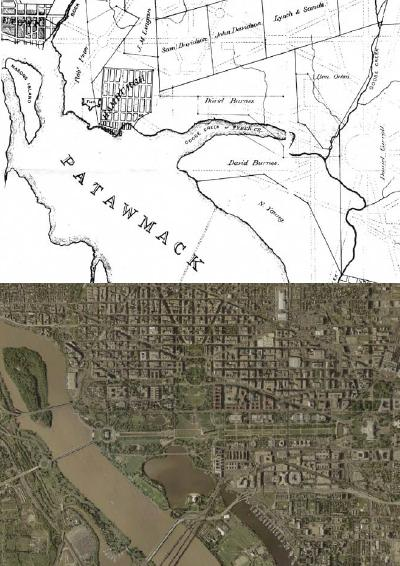
Tiber Creek ok. 1800 roku i obecnie

Tiber Creek (lub Tyber Creek) – dopływ Potomaku, położony na terenie Waszyngtonu i nazwany od rzeki Tyber w Rzymie.
Początkowo nosił nazwę Goose Creek, po założeniu Waszyngtonu został przemianowany na Tiber Creek. Strumień przepływał na południe od Capitol Hill i uchodził do Potomacu.
Po 1815 roku Tiber Creek stał się częścią Washington City Canal, został wówczas uregulowany i zabudowany. Obecnie płynie pod Constitution Avenue.